# Plástev

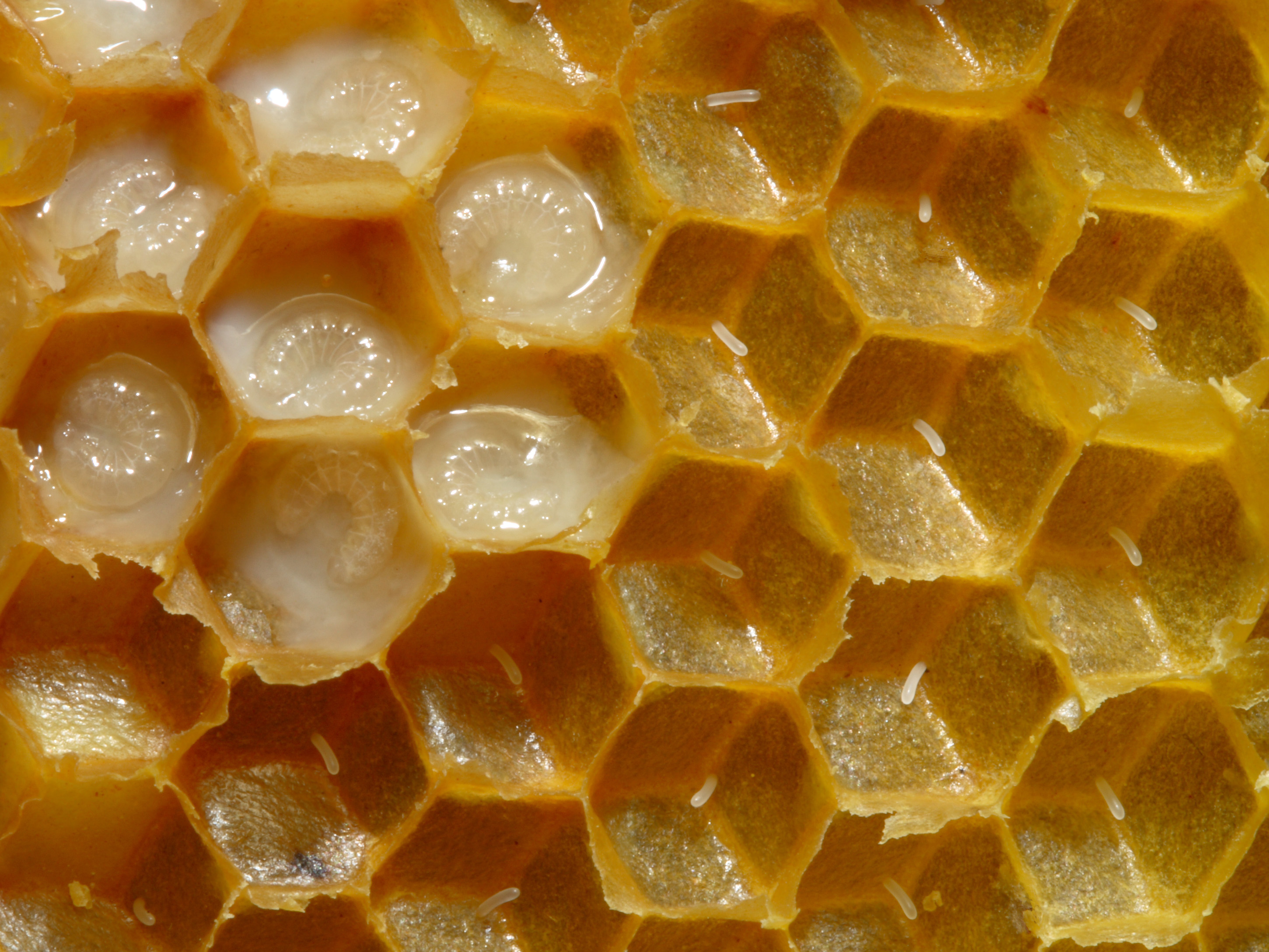
Plástev (seříznutá)

3D tvar jedné buňky

Včelí plást nebo plástev (latinsky favus, anglicky honeycomb) je deska tvořená dvojitou vrstvou šestibokých buněk, které si staví včely medonosné i jiné druhy včel rodu Apis ve svých hnízdech z jimi produkovaného včelího vosku. Tvorba pravidelné struktury je dána převážně mechanickými vlastnostmi včelího vosku, rozměry jsou odvozené z velikostí těla dělnic a trubců.  Prvním, kdo propojil matematiku a včely, byl Pappos z Alexandrie (3. stol. n. l.). Ten je zmiňuje v souvislosti s pravidelným šestiúhelníkem. Zajímavé podrobnosti z této problematiky doplněné četnými výpočty publikoval v roce 1937 profesor pražské techniky J. Pantoflíček (1875 – 1951).
Buňky plástu mohou obsahovat včelí larvy, kukly, zásoby medu a pylu. Kromě zásobní funkce slouží včelám jako prostředek komunikace (vůně, vibrace). Prázdný plást nazývají včelaři souš, plásty vyřezané z hnízda se nazývají voští. Archaický název pro plást s medem je strdí.
Plásty podobné konstrukce si staví též jiní blanokřídlí, např. vosíci, vosy a sršni. Plásty ovšem nejsou voskové, ale vybudované z papíroviny ze směsi dřevitých vláken, žlázových výměšků, jílových částic a dalších komponent.